# 比略里亚
比略里亚，是西班牙卡斯蒂利亚-莱昂萨拉曼卡省的一个市镇。 总面积32平方公里，总人口1402人（2001年），人口密度44人/平方公里。